# Pycnomètre

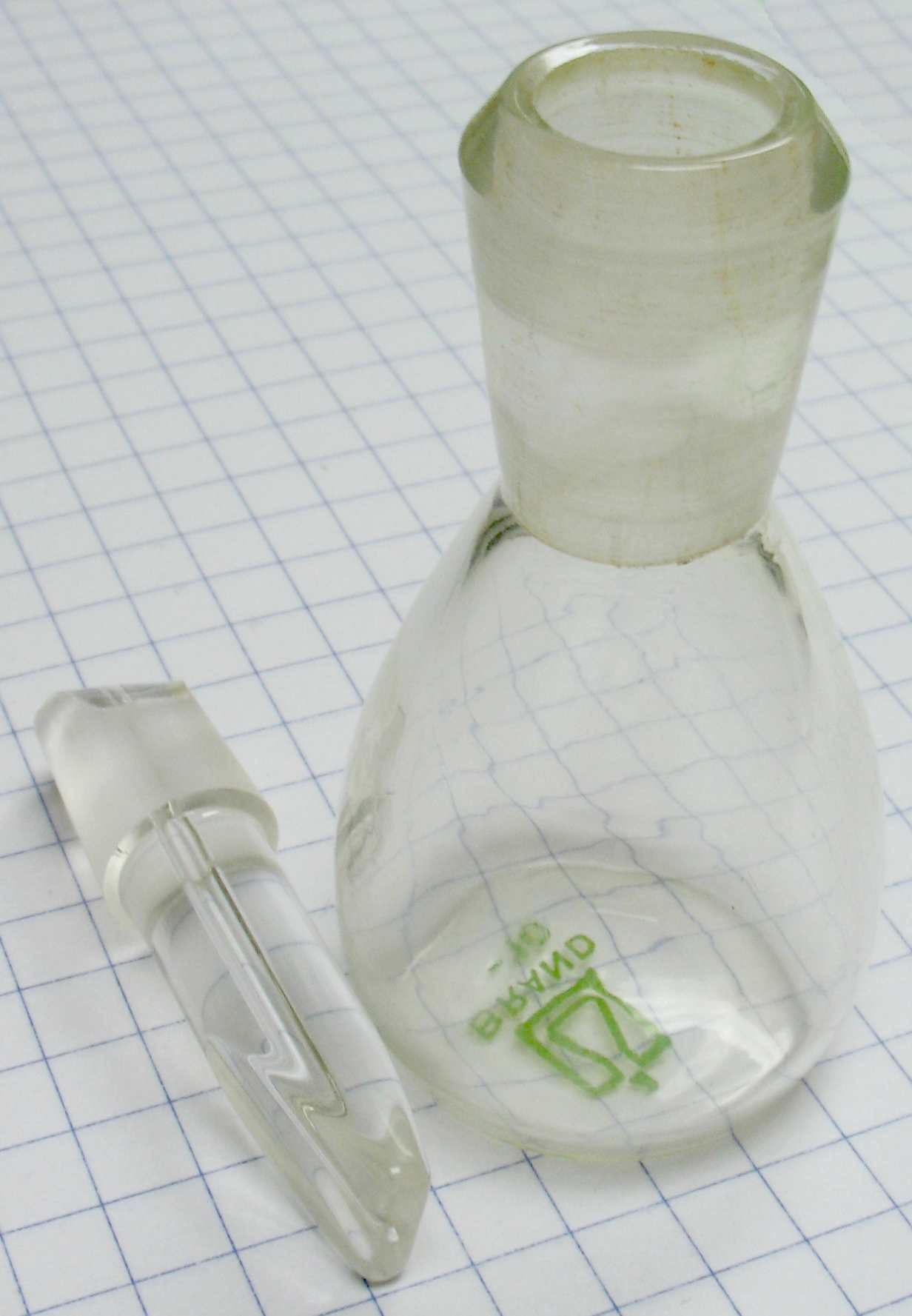
Pycnomètre en verre à l'état vide.

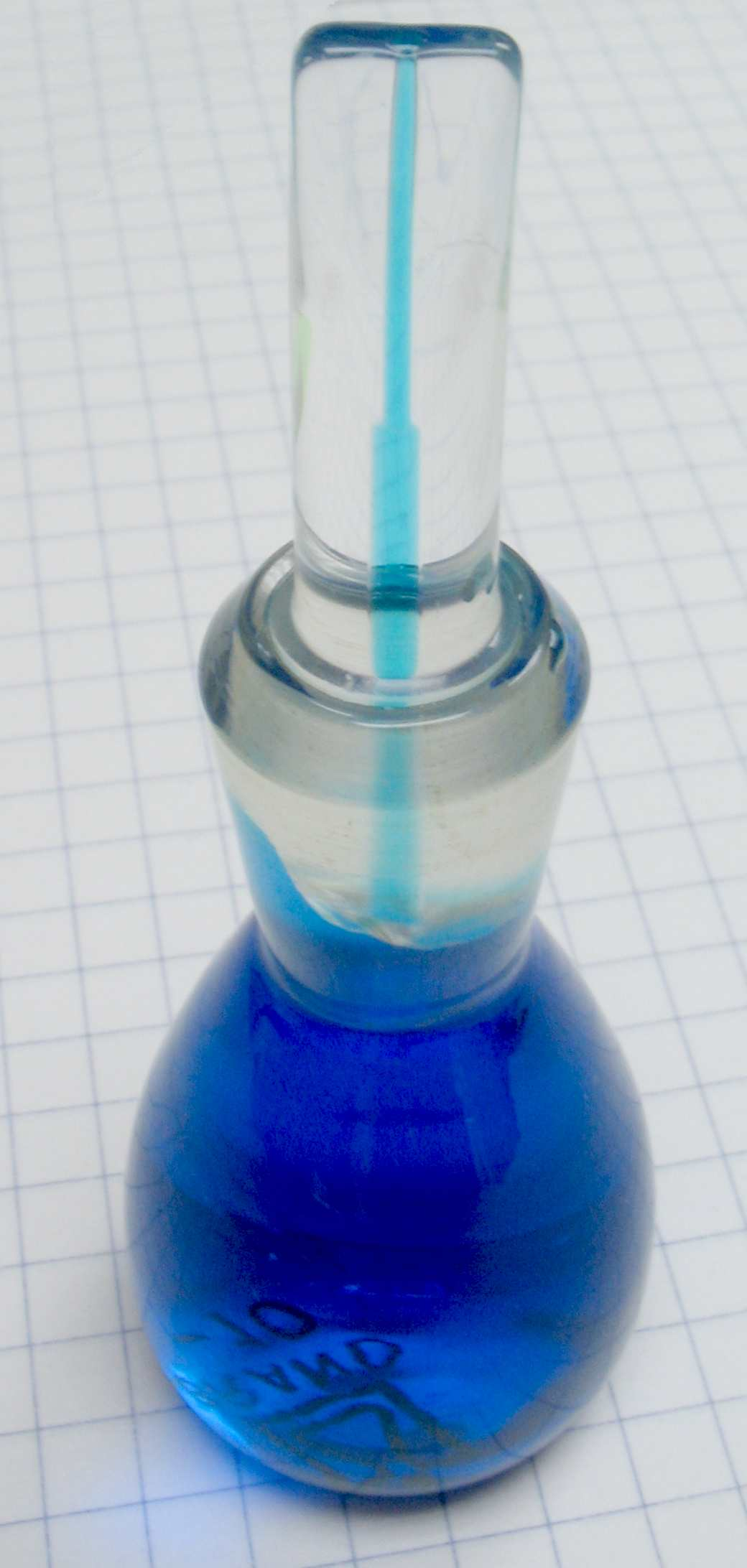
Pycnomètre en verre à l'état plein.

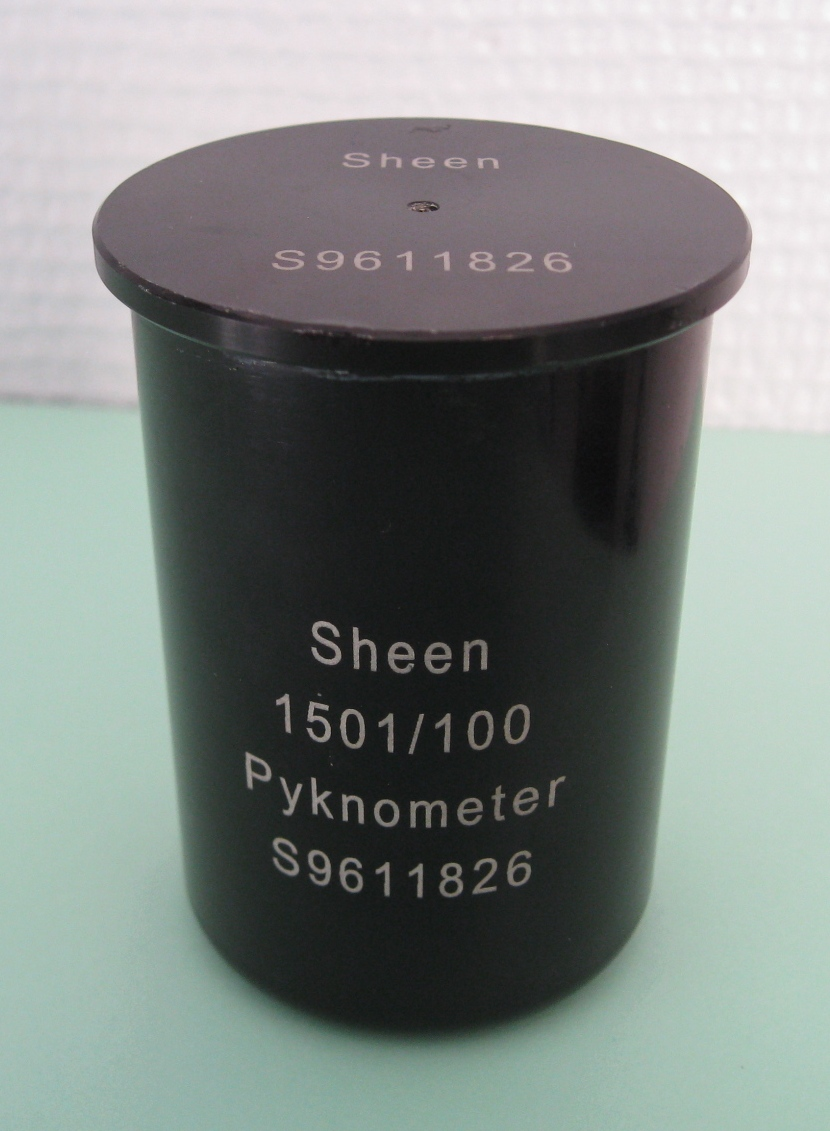
Pycnomètre métallique (capacité : 100 cm3).

Un pycnomètre désigne un instrument de laboratoire utilisé pour mesurer, à une température déterminée, la masse volumique et la densité d'un produit liquide, pâteux (mastic, adhésif, peinture, etc.) ou solide (poudre, par exemple).

## Pycnomètre en verre
Il est généralement composé de deux éléments en verre s'assemblant précisément par un joint en verre rodé :
- une fiole (classiquement d'une capacité de 50 cm3) ;
- un bouchon percé d'un tube très fin (capillaire).

On trouve aussi l'appellation « pycnomètre à bouchon capillaire ».
Lorsque l'on ajuste le bouchon sur la fiole, le trop-plein de liquide s'échappe par l'extrémité supérieure du tube et, dans la mesure où ce tube est très fin, le volume de liquide est déterminé avec une grande précision.

### Masse volumique d'un liquide
La capacité du pycnomètre étant connue avec précision (indiquée par le fabricant ou mesurée par étalonnage), il suffit de peser au moyen d'une balance de précision le pycnomètre avant et après remplissage pour déterminer par calcul la masse volumique d'un produit liquide.

### Masse volumique d'un solide
Pour un produit solide, on utilise un liquide de masse volumique ρliq connue. On pèse le pycnomètre vide, après l'introduction du solide puis après l'introduction du liquide : ainsi, la masse du solide et celle du liquide sont connues. Connaissant la capacité du pycnomètre vpyc et le volume du liquide vliq (via la masse mliq et la masse volumique ρliq, avec ρliq=mliq/vliq), on peut en déduire le volume vsol, et donc la masse volumique ρsol du solide.
Autrement dit, {\displaystyle \rho _{\text{sol}}={\frac {m_{\text{sol}}}{v_{\text{pyc}}-{\frac {m_{\text{liq}}}{\rho _{\text{liq}}}}}}}.

## Pycnomètre métallique
S'appuyant sur le même principe, on trouve aussi des pycnomètres métalliques (d'une capacité typique de 50 ou 100 cm3) constitués d'une cuve et d'un couvercle muni d'un orifice d'écoulement du trop-plein. La forme intérieure inclinée du couvercle facilite l'évacuation du produit liquide ou pâteux.
L'étalonnage du pycnomètre est réalisé à l'aide d'eau distillée, en procédant comme pour une détermination ordinaire.

## Pycnomètre à gaz
Le pycnomètre à gaz permet de déterminer de façon précise le volume d'un échantillon solide (massif, divisé ou poreux) de masse connue, permettant d'accéder à sa masse volumique.
Le principe de la mesure est d'injecter un gaz à une pression donnée dans une enceinte de référence, puis à détendre ce gaz dans l'enceinte de mesure contenant l'échantillon en mesurant la nouvelle pression du gaz dans cette enceinte. L'application de la loi de Boyle-Mariotte permet alors d'établir la relation suivante :
{\displaystyle P_{1}\cdot V_{1}=P_{2}\,(V_{0}+V_{1}-V_{\text{E}})}
soit : {\displaystyle V_{\text{E}}=V_{0}-V_{1}\,{\Big (}{\frac {P_{1}}{P_{2}}}-1{\Big )}}
avec :
- V1, le volume de l'enceinte de référence ;
- V0, le volume de l'enceinte de mesure ;
- VE, le volume de l'échantillon ;
- P1, la pression du gaz dans l'enceinte de référence ;
- P2, la pression du gaz après détente dans l'enceinte de mesure.

Le gaz utilisé est généralement de l'hélium en raison de son faible diamètre atomique qui lui permet de pénétrer de très petites cavités.
Cette méthode est particulièrement adaptée à la mesure des volumes et masses volumiques de solides divisés ou poreux, car le gaz pénètre plus facilement dans les cavités de l'espace poral. On ne pourra cependant mesurer le volume réel et la masse volumique vraie que si la porosité est ouverte (tous les pores sont connectés entre eux) ; dans le cas d'une porosité fermée, on ne pourra déterminer que la masse volumique effective (c.-à-d. apparente). Pour une bonne exactitude et précision, l'échantillon doit être au préalable séché jusqu'à poids constant, mais sans se décomposer.